# Podalirio
Podalirio (in greco antico: Ποδαλείριος?, Podalèirios) è un personaggio della mitologia greca, figlio di Asclepio ed Epione. Celebre medico imparò le sue arti guaritrici dal padre e dal maestro Chirone. 

Era tra i pretendenti di Elena.
Coinvolto nella guerra di Troia poiché vincolato dal giuramento di Tindaro giunse al porto di Aulide insieme al fratello Macaone, portando con sé trenta navi.
(Omero, Iliade, Canto II 732)

## Mitologia
Giunto a Troia, si distinse tra le file achee come brillante medico, liberando i Greci da una violenta epidemia sotto le mura della città. Insieme al fratello Macaone, curò l'ulcera di Filottete, portato via dal suo isolamento nell'isola di Lesbo.
Podalirio vendicò la morte di Macaone uccidendo l'amazzone che l'aveva trafitto. Secondo la tradizione più accreditata, fu invece Euripilo, figlio di Telefo, a uccidere Macaone, che venne poi ucciso da Neottolemo.
Dopo la guerra, Podalirio si stabilì in Caria perché un oracolo, si presume l'oracolo di Delfi, gli aveva predetto di stabilirsi in un paese dove il cielo cade sulla terra: in Caria ci sono montagne così alte, che sembrano sostenere il cielo. Qui, il re Dameto lo accolse felicemente perché sperava che potesse guarire una sua figlia, colpita da un male che pareva incurabile. Il giovane riuscì facilmente a guarirla e Dameto, in segno di riconoscenza, gli diede in moglie la figlia Sirna, dal cui nome denominò Sirno la città che fondò in quella regione.
I nomi di Podalirio e di suo fratello Macaone sono stati attribuiti da Linneo a due specie di farfalle: Iphiclides podalirius e Papilio machaon.

### Fonti
- Omero, Iliade, libro II, versi 731-732.
- Pseudo-Apollodoro, Biblioteca, libro III, 10, 8; Epitome, IV, 5, ; V, 1.

### Traduzione delle fonti
- Rosa Calzecchi Onesti, Omero. Iliade, seconda edizione, Torino, Einaudi, 1990, ISBN 978-88-06-17694-5. Traduzione di Rosa Calzecchi Onesti.
- Marina Cavalli, Apollodoro, Biblioteca. Testo originale a fronte, Milano, Oscar Mondadori, 2008, ISBN 978-88-04-55637-4. Traduzione di Marina Cavalli.

### Moderna
- Pierre Grimal, Dizionario di mitologia, Parigi, Garzanti, 2005, ISBN 88-11-50482-1. Traduzione di Pier Antonio Borgheggiani.
- Angela Cerinotti, Miti dell'antica Grecia e di Roma Antica, Verona, Demetra, 1998, ISBN 978-88-440-0721-8.